# Titularbistum Amathus in Cypro
Amathus in Cypro (ital.:  Amatunte di Cipro) ist ein Titularbistum der römisch-katholischen Kirche.
Es geht auf ein früheres Bistum der antiken Stadt Amathous in der römischen Provinz Cyprus auf Zypern zurück, das der Kirchenprovinz Salamis angehörte.
| Titularbischöfe von Amathus in Cypro |                                                             |                                                                            |                    |                   |
| Nr.                                  | Name                                                        | Amt                                                                        | von                | bis               |
| 1                                    | Pietro Luigi Rusconi                                        | Weihbischof in Cesena (Italien)                                            | 23. Februar 1801   | 29. März 1805     |
| 2                                    | Julius Caesar Scotti OFMCap                                 | Apostolischer Vikar von Sirdhan (Indien)                                   | 9. September 1834  | 8. August 1862    |
| 3                                    | Antoni Junosza Gałecki                                      | Weihbischof in Krakau (Polen)                                              | 25. September 1862 | 10. März 1885     |
| 4                                    | Vincenzo Brancia                                            | Koadjutorbischof von Ugento (Italien)                                      | 25. Juni 1889      | 26. Juli 1890     |
| 5                                    | Jorge Montes Solar                                          | Weihbischof in Santiago de Chile (Chile)                                   | 11. Juli 1892      | 7. März 1900      |
| 6                                    | Henri Maquet SJ                                             | Apostolischer Vikar von Südost-Chi-Li (Chinesisches Kaiserreich)           | 31. Juli 1901      | 23. Dezember 1919 |
| 7                                    | Ulisse Carlo Bascherini                                     | emeritierter Bischof von Grosseto (Italien)                                | 8. März 1920       | 16. Mai 1933      |
| 8                                    | Georges-Marie-Joseph-Hubert-Ghislain de Jonghe d’Ardoye MEP | Apostolischer Vikar von Yünnanfu (China)                                   | 23. Mai 1933       | 16. Oktober 1938  |
| 9                                    | Patrick Cleary SSCME                                        | Apostolischer Vikar von Nancheng (China)                                   | 13. Dezember 1938  | 11. April 1946    |
| 10                                   | Isidore Borecky                                             | Apostolischer Exarch von Toronto (Kanada)                                  | 3. März 1948       | 3. November 1956  |
| 11                                   | Garabed Amadouni                                            | Apostolischer Exarch von Frankreich für den Armenischen Ritus (Frankreich) | 22. Juli 1960      | 14. Januar 1984   |